# Neopalachia noyesi
Neopalachia noyesi är en stekelart som beskrevs av Boucek 1978. Neopalachia noyesi ingår i släktet Neopalachia och familjen gallglanssteklar. Inga underarter finns listade i Catalogue of Life.